# Michel Gonzalez
 (juillet 2025).
Si vous disposez d'ouvrages ou d'articles de référence ou si vous connaissez des sites web de qualité traitant du thème abordé ici, merci de compléter l'article en donnant les références utiles à sa vérifiabilité et en les liant à la section « Notes et références ».
Pour les articles homonymes, voir Gonzalez.
Pas d'image ? Cliquez ici

a Compétitions nationales et continentales officielles uniquement.

b Matchs officiels uniquement.
Michel Gonzalez, né le 2 septembre 1949 à Villeneuve-du-Paréage (Ariège) et mort le 3 janvier 2025 à Toulouse (Haute-Garonne), est un joueur international français de rugby à XIII dans les années 1970 évoluant au poste de talonneur ou de pilier.
Ayant des origines familiales espagnoles, il joue pour le club de Pamiers XIII en Championnat de France. Ses bonnes prestations en club l'amènent à être sélectionné à deux reprises en équipe de France prenant part à la Coupe du monde 1975.

## Biographie
Il joue dans les années 1970 au sein du club de rugby à XIII de Pamiers XIII aux côtés d'Adolphe Alésina.

## Palmarès

### Détails en sélection
| 1. | 11 octobre 1975 | Angleterre     | 2-48 | Coupe du monde | Pilier     | - | - | - | - |
| 2. | 6 novembre 1975 | Pays de Galles | 2-23 | Coupe du monde | Remplaçant | - | - | - | - |